# Gerard Hueting
Gerard Hueting (Den Haag, 1 mei 1924 – Nelson, Nieuw-Zeeland, 20 januari 2017) was een Nederlandse verzetsstrijder.

## Levensloop
Hueting werd geboren in gereformeerd gezin. Zijn vader Rud Hueting werkte voor de Nederlandse inlichtingendienst. Het gezin moest weinig van de nazi's hebben. Huetings vader werd in 1941 opgepakt door de Duitsers omdat hij informatie over een invasie in Engeland naar de Britten zou hebben doorgeseind.
Pum Hueting, de zus van Gerard, had op dat moment verkering met Aart Alblas die eerder met een gestolen motorboot en gekleed in Duits uniform naar Groot-Brittannië was ontsnapt. Hij werd onder de valse naam Klaas de Waard en met zendapparatuur weer in Nederland gedropt. Toen zijn zender werd uitgepeild wist Hueting via de Radioschool aan een nieuwe kristal te komen, waardoor Alblas via een andere frequentie kon gaan zenden.
De Duitsers maakten jacht op Alblas en daarom werd Hueting eind 1942 samen met zus Pum en zijn moeder gearresteerd. Hij zat maandenlang in eenzame opsluiting in het Oranjehotel in Scheveningen. De Duitsers probeerden hem zo ver te krijgen om de verblijfplaats van Alblas op te biechten. In de gevangenis hoorde Hueting ook over de executie van zijn vader. Nadat hij was vrijgelaten zette Hueting een verzetsgroep op in Den Dolder en hield zich bezig voor de terugkeer van in Nederland gelande geallieerde piloten naar Engeland. Later ontving de verzetsman het Verzetsherdenkingskruis.
Na de bevrijding meldde hij zich aan als oorlogsvrijwilliger bij het Nederlandse leger om Nederlands-Indië van Japan te bevrijden. Na een training in Engeland zette zij scheep richting Azië, maar op het moment van aankomst had Japan zich al overgegeven. In plaats daarvan kreeg het Nederlandse leger te maken met een andere tegenstander, namelijk Indonesische nationalisten die de onafhankelijkheid hadden uitgeroepen. Hueting was gelegerd op Java en leerde daar zijn vrouw Johanna de Boer kennen.
Zijn vrouw wilde niet in Nederland wonen. Hueting maakte daarom zijn opleiding tot elektricien af en daarna verhuisde het stel naar Nieuw-Zeeland. Daar werkte hij tot aan zijn pensioen bij het nationale elektriciteitsbedrijf. Daar ontmoette Gerard zijn vrouw Janette na het overlijden van Johanna en werd een bekend lid van de Nelson Y Men's Club. Hij reisde vele malen door de Stille Oceaan en Australië en vertegenwoordigde de YMCA. Zijn overlijden als gevolg van complicaties veroorzaakt door melanoom werd overal in de Nelson-gemeenschap met grief begroet.